# Tonga nos Jogos Olímpicos
Tonga competiu em 7 edições dos Jogos Olímpicos de Verão. Eles nunca competiram nas Olimpíadas de Inverno. Tonga tornou-se a menor nação independente a ganhar uma medalha olímpica nos Jogos de Verão quando o Boxeador Super-pesado Paea Wolfgramm ganhou a prata em 1996, no campeonato de super-pesado (+91 kg) em Atlanta.
Tonga tentou inscrever uma delegação para os Jogos Olímpicos de Inverno de 2010, a qual seria a primeira participação do país nos Jogos de Inverno. A Tonga Amateur Sports Association (TASA) anunciou que pretendia enviar um atleta para o evento do luge. Em Dezembro de 2008, dois atletas masculinos foram selecionados para viajar para a Alemanha para treinar, embora apenas um deles iria competir nas Olimpíadas. Bruno Banani foi escolhido como o candidato de Tonga a competir pelos jogos. Ele falhou na classificação, todavia, sofrendo um acidente na fase final das classificatórias, acabando com as esperanças do país de participar dos Jogos Olímpicos de Inverno de 2010.

## Lista de Medalhistas
| Medalhas         | Nome           | Jogos        | Esportes | Eventos           |
| ---------------- | -------------- | ------------ | -------- | ----------------- |
| Medalha de prata | Paea Wolfgramm | 1996 Atlanta | Boxe     | Peso super-pesado |